# Comuna Volodîmîrivka, Znameanka
Volodîmîrivka (în ucraineană Володимирівка) este o comună în raionul Znameanka, regiunea Kirovohrad, Ucraina, formată din satele Novoromanivka, Sablîne și Volodîmîrivka (reședința).

## Demografie
Componența lingvistică a comunei Volodîmîrivka
     Ucraineană (92,4%)
     Rusă (4,61%)
     Alte limbi (1,08%)
Conform recensământului din 2001, majoritatea populației comunei Volodîmîrivka era vorbitoare de ucraineană (92,4%), existând în minoritate și vorbitori de rusă (4,61%) și armeană (1,49%).